# Chiesa di San Ciriaco (Diyarbakır)
La chiesa di San Ciriaco (in armeno Սուրբ Կիրակոս եկեղեցի?, Surp Giragos), è un edificio di culto cristiano situato a Diyarbakır, nella Turchia orientale. Dopo essere stata chiusa per diversi decenni, è stata riaperta il 23 ottobre 2011. È l'unico luogo di culto della Chiesa apostolica armena in tutta la Turchia asiatica (con l'eccezione, quindi di Istanbul).

## Storia
L'edificio, di eccezionale valore storico e artistico, fu eretto nel XVI secolo. Con un frontale dove si affacciano sette altari allineati, quella di San Ciriaco è una delle più grandi chiese armene di tutto il Vicino Oriente.
Nel 1913 la chiesa cessò la propria funzione religiosa: in quell'anno fu sequestrata dall'esercito tedesco (alleato dell'Impero ottomano), che ne fece il proprio quartiere generale. Dopo aver svolto questa funzione per tutti gli anni della guerra, nel 1918 fu convertita in magazzino di stato per tele e tessuti.
Nel 1960 il governo turco la restituì alla comunità armena. Ma l'edificio era completamente inutilizzabile. La comunità armena di Diyarbakır, ridotta a poche decine di fedeli, non possedeva i mezzi per provvedere alla ricostruzione della chiesa.
Nel 2009 un gruppo di armeni di Istanbul ha costituito un comitato per la ricostruzione dell'edificio sacro sotto gli auspici del Patriarcato armeno di Costantinopoli. I proponenti, oltre alla ricostruzione della chiesa, si proposero di riottenere la proprietà dei terreni originariamente appartenenti alla Chiesa.
Una volta ottenuta l'autorizzazione del governo turco, è iniziata la sua ricostruzione. I lavori sono stati finanziati da una pubblica sottoscrizione della comunità armena di Istanbul, con il sostegno della diaspora. Contributi sono giunti dal ministero della Cultura turco e dal comune di Diyarbakır. Il tetto originale dell'edificio è stato ricoperto utilizzando terriccio armeno proveniente dal territorio circostante.
La chiesa è stata riaperta il 23 ottobre 2011; è stata «la prima chiesa della Turchia ad essere ripristinata come luogo di culto permanente».
L'eccezionalità dell'evento è dovuta anche al fatto che nella Turchia post-imperiale non era mai successo che una chiesa abbandonata fosse ripristinata come luogo di culto invece che come museo. Oggi l'edificio si estende in un'area di 3200 metri quadrati, comprendente le abitazioni dei sacerdoti, altre cappelle e una scuola.
Il 26 marzo 2016 il governo turco ha confiscato l'edificio di culto cristiano ai sensi dell'articolo 27 della legge sugli espropri. Anche le vicine chiese siriache, caldee e protestanti sono state espropriate nell'ambito della stessa decisione, che comprendeva l'espropriazione di circa 6300 appezzamenti di terreno nel distretto di Sur di Diyarbakir, circa l'80% della proprietà in quel distretto. L'Ordine degli avvocati di Diyarbakir ha reso nota una dichiarazione in cui si afferma che «questa decisione viola il diritto di proprietà ed è anche contraria alla Costituzione della Turchia, alla legge sugli espropri ed alla Convenzione europea dei diritti dell'uomo».

Nel 2015 si combatté una battaglia tra il PKK e le forze armate turche. Gli scontri coinvolsero tutto il distretto di Sur e la chiesa rimase severamente danneggiata. Dovettero essere avviati nuovi lavori di ristrutturazione. Sette anni dopo, il 7 maggio 2022, la chiesa è stata nuovamente aperta al culto.